# Antal Reguly

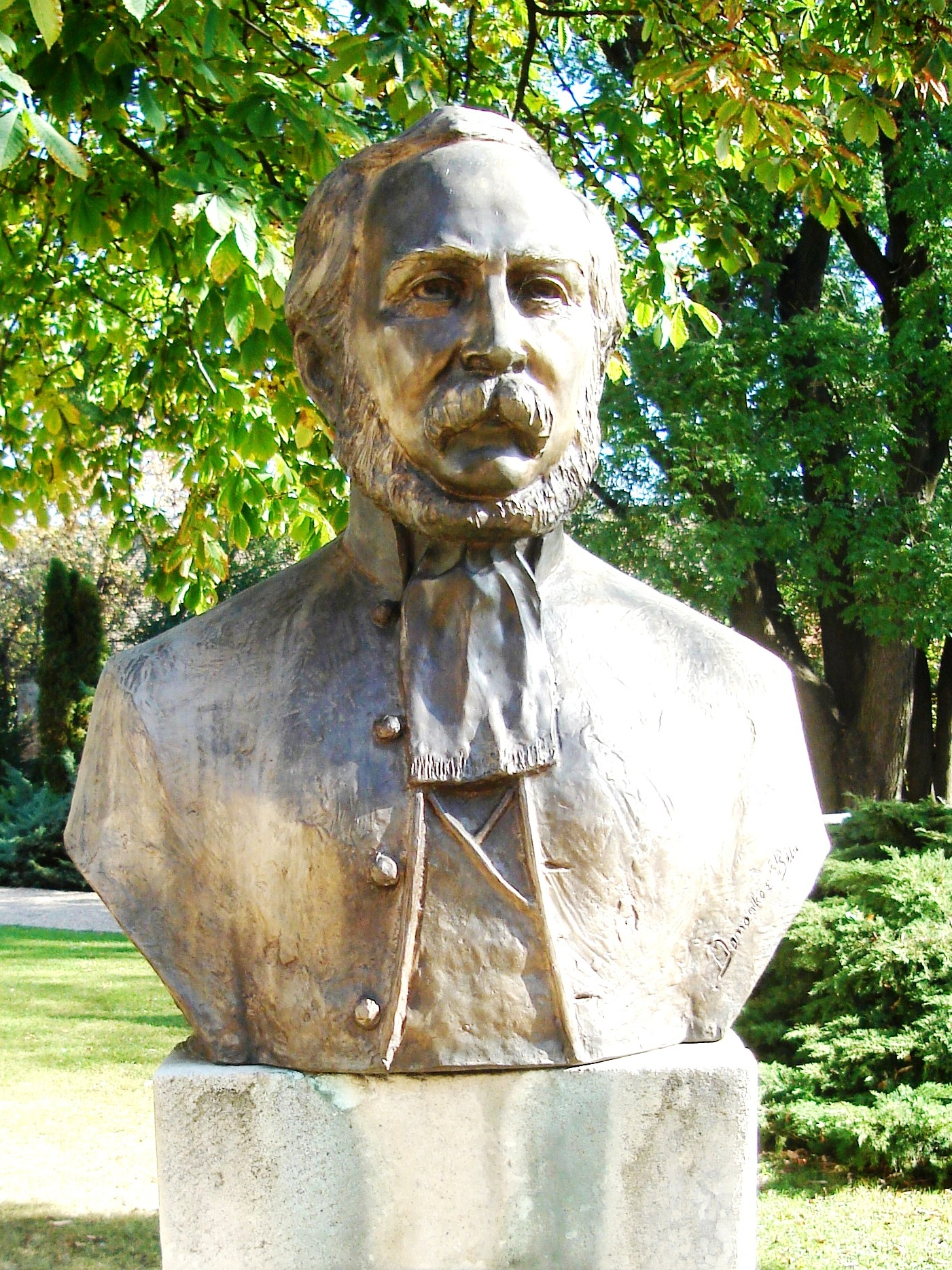
Antal Reguly, Büste von Béla Domonkos

Antal Reguly (* 11. Juli 1819 in Zirc, Komitat Veszprém; † 23. August 1858 in Buda) war ein ungarischer Ethnograph.
Reguly studierte an der Königlichen Ungarischen Universität die Rechte und Geschichte. Ab 1839 bereiste er in historischem und ethnographischem Interesse Nordeuropa und lebte von 1842 bis 1846 unter den uralischen Finnen. 1849 wurde er erster Kustos der Universitätsbibliothek zu Pest und starb dort am 23. August 1858.
Zu seinen Lebzeiten erschienen von ihm Briefe in der ungarischen Zeitschrift Athenäum; eine Ethnographisch-geographische Karte des nördlichen Uralgebiets (St. Petersburg 1846); Abhandlungen über die Dsungaren und deren behauptete Stammverwandtschaft mit den Magyaren (in den Berichten der ungarischen Akademie, 1850 u. 1851) u. a.
Sein literarischer Nachlass wurde von Pál Hunfalvy bearbeitet und herausgegeben. Im Geburtshaus von Reguly in Zirc befindet sich das nach ihm benannte ethnographische Museum (Néprajzi Múzeum), im dortigen Abteigebäude ist die Reguly-Antal-Gedenkbibliothek (Reguly Antal Műemlék Könyvtár).